# Pietro Fittipaldi

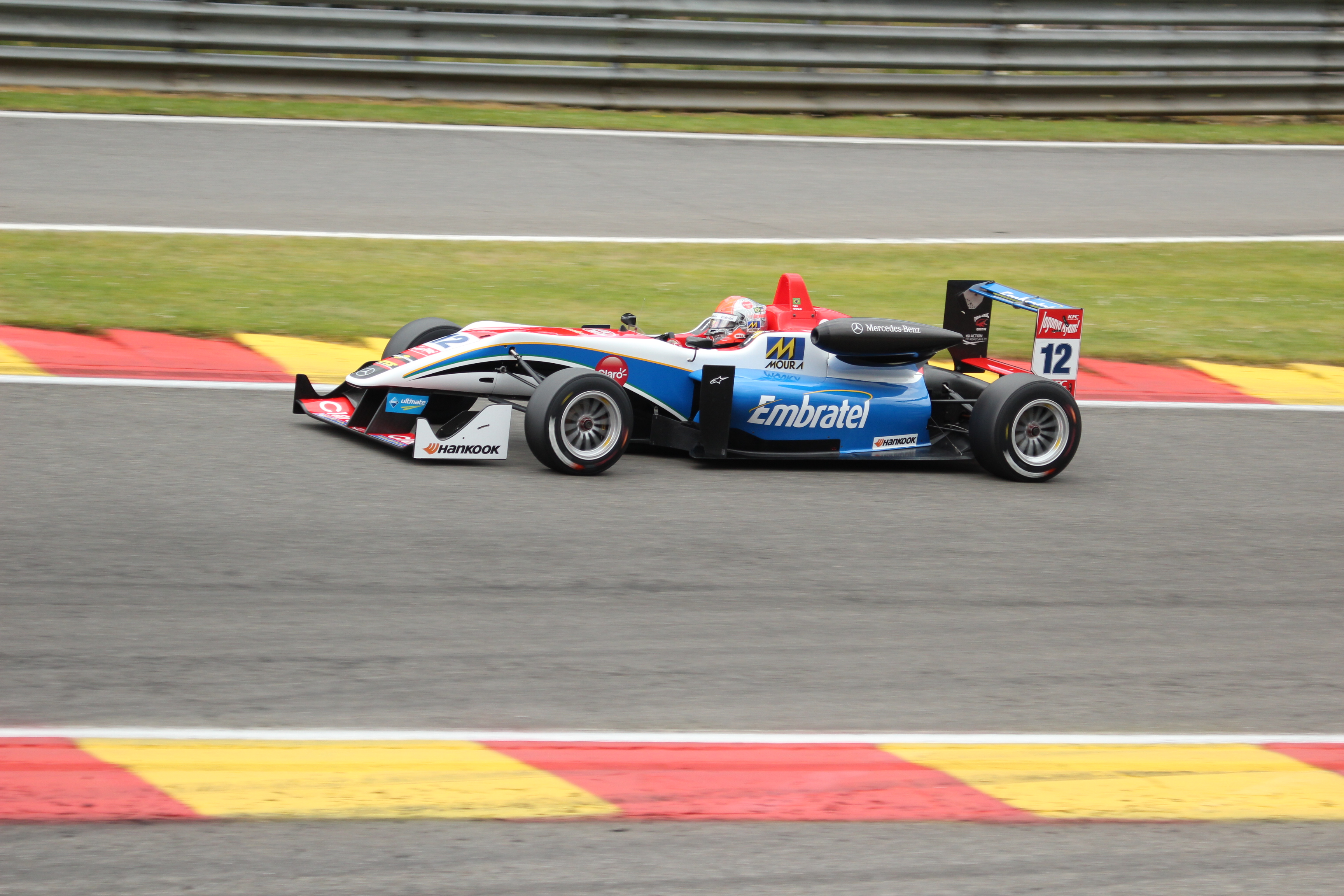
Pietro Fittipaldi en el Campeonato Europeo de Fórmula 3 de la FIA 2015.

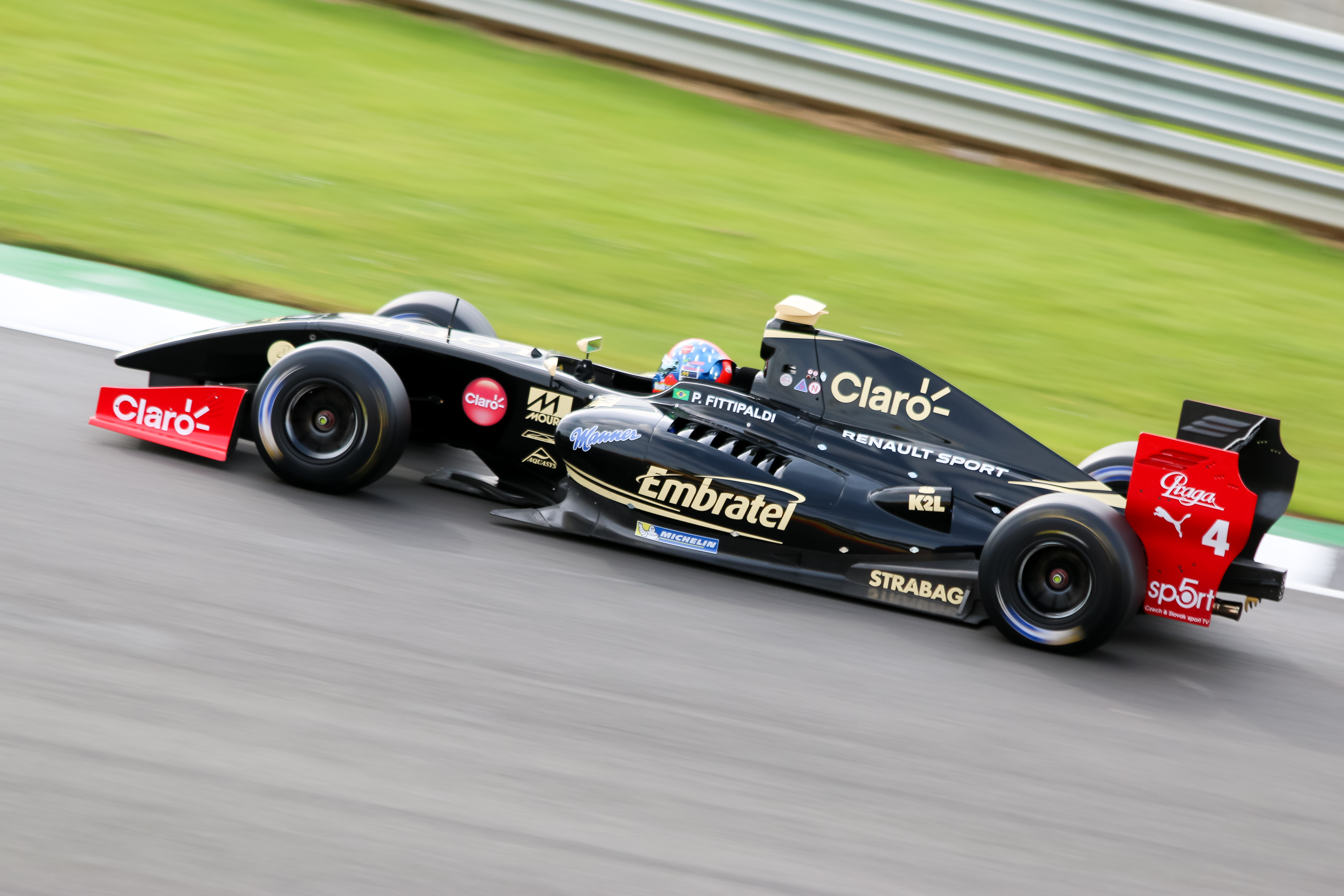
Fittipaldi en la temporada 2017 de World Series Fórmula V8 3.5.

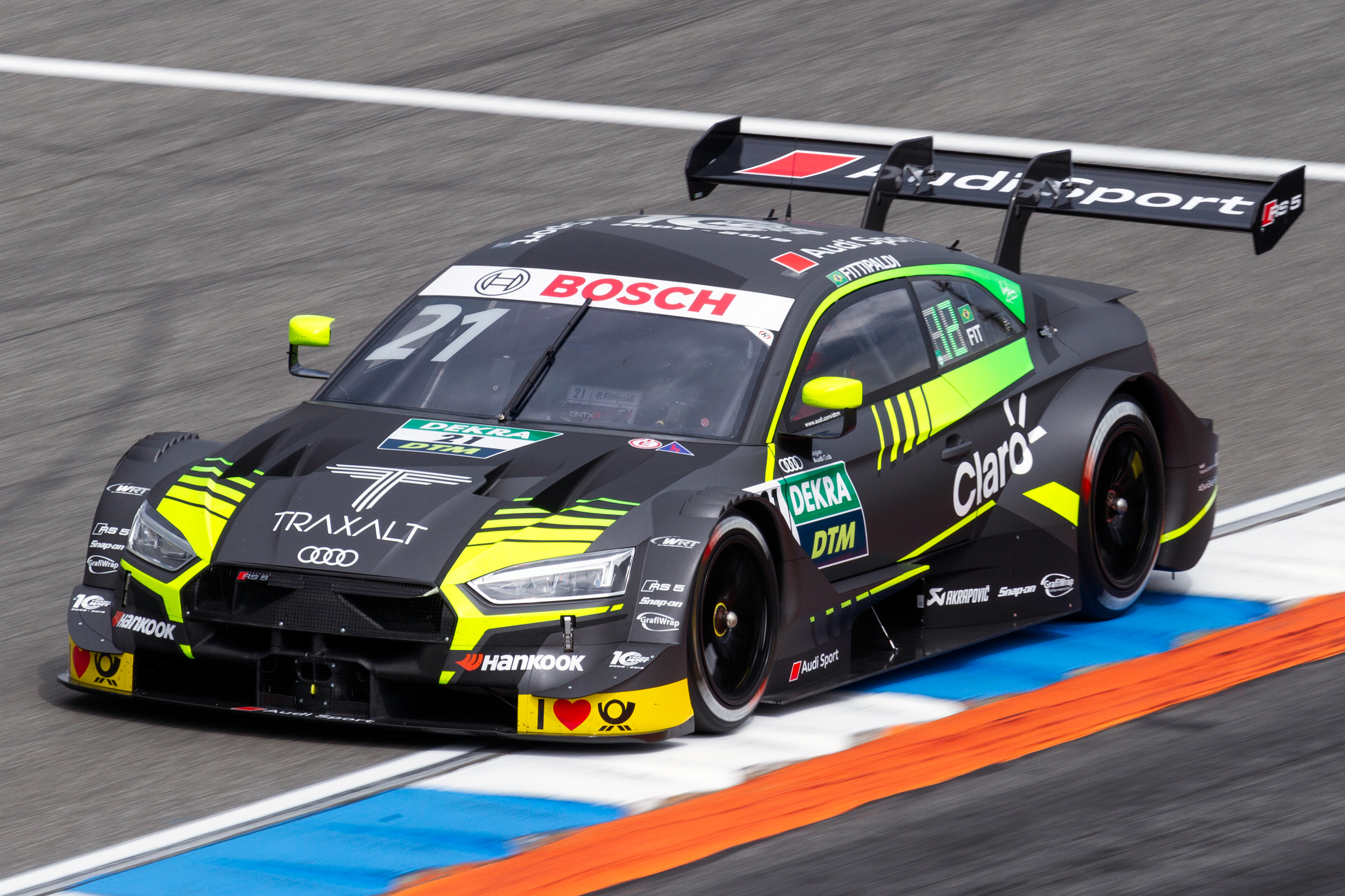
Fittipaldi corriendo en DTM para Audi.

Pietro Fittipaldi da Cruz (Miami, Florida; 25 de junio de 1996) es un piloto de automovilismo brasileño nacido en Estados Unidos. Actualmente es miembro de la Escudería Telmex. Es piloto reserva de la escudería Haas en Fórmula 1 desde 2020, disputando dos Grandes Premios en dicha temporada. En 2024 es piloto titular del equipo Rahal Letterman Lanigan Racing en la IndyCar Series.
Es nieto del dos veces campeón de Fórmula 1 Emerson Fittipaldi y hermano mayor del piloto de Fórmula 2 Enzo Fittipaldi.

## Carrera
Comenzó su carrera deportiva en la NASCAR All-American Series, ganando el campeonato en Hickory Motor Speedway en 2011, antes de trasladarse a Europa para seguir una carrera en carreras de ruedas abiertas en 2013. En 2014, ganó el Campeonato de Fórmula Renault, logrando el título con una carrera restante.
En octubre de 2014, Pietro fue uno de los cuatro conductores invitados a unirse a la Academia de pilotos de Ferrari. Haas F1 Team llamó al brasileño para ser piloto de pruebas del equipo en la temporada 2019. Probó el Haas VF-19 en Baréin, Barcelona y Yas Marina. En 2020 continuó en el mismo puesto junto a Louis Delétraz. En noviembre del mismo año, fue confirmado su debut en el Gran Premio de Sakhir con Haas en sustitución de Romain Grosjean, luego de que el francés sufriera un fuerte accidente en Baréin.
En 2018, Fittipaldi firmó Dale Coyne Racing para disputar siete carreras de la IndyCar Series, con DragonSpeed para disputar dos carreras del Campeonato Mundial de Resistencia de la FIA en la clase LMP1, y con LeMans para disputar la Super Fórmula Japonesa. En mayo, sufrió un choque durante la clasificación de las 6 Horas de Spa-Francorchamps. El piloto tuvo una cirugía y estuvo dos meses en rehabilitación. Disputó las finco fechas finales de la IndyCar con Dale Coyne, obteniendo un noveno puesto en Portland.
En 2019 fue piloto de WRT en el DTM, a excepción de una fecha, en la que fue parte del Team Rosberg. Finalizó 15.º con dos vueltas rápidas conseguidas, y un quinto lugar en Misano 2 como mejor resultado. Luego disputó la Temporada 2019-20 del Campeonato Asiático de F3, finalizando quinto.
En 2020, Fittipaldi iba a correr en la Super Fórmula Japonesa con B-MAX Racing with Motopark, pero debido a problemas de patrocinio se vio obligado a retirarse de la categoría, siendo su compatriota Sérgio Sette Câmara su sustituto. Luego de varios meses sin pilotar, corrió los dos últimos Grandes Premios de Fórmula 1 con Haas, en reemplazo del lesionado Romain Grosjean.
En 2021, el piloto participa en las carreras en óvalos de la IndyCar con Dale Coyne, y en la clase LMP2 de la European Le Mans Series para G-Drive.

## Resumen de carrera
| Temporada | Categoría                                          | Equipo                                     | Carreras          | Victorias         | Poles             | VR                | Podios            | Puntos            | Pos.              |
| --------- | -------------------------------------------------- | ------------------------------------------ | ----------------- | ----------------- | ----------------- | ----------------- | ----------------- | ----------------- | ----------------- |
| 2011      | NASCAR Whelen All-American Series                  | Lee Faulk Racing                           | 20                | 4                 | 3                 | ?                 | 13                | 400               | 1.º†              |
| 2012      | NASCAR Whelen All-American Series                  | Lee Faulk Racing                           | 23                | 1                 | 2                 | ?                 | 3                 | 355               | 5.º               |
| 2013      | Campeonato de Fórmula Renault Protyre              | Jamun Racing Services                      | 16                | 0                 | 0                 | 0                 | 0                 | 163               | 8.º               |
| 2013      | Copa de Otoño de Fórmula Renault Protyre           | Jamun Racing Services                      | 3                 | 0                 | 0                 | 0                 | 1                 | 45                | 6.º               |
| 2013      | Campeonato de Fórmula 4 BRDC                       | MGR Motorsport                             | 18                | 1                 | 0                 | 1                 | 1                 | 165               | 15.º              |
| 2013      | Campeonato de Invierno de Fórmula 4 BRDC           | MGR Motorsport                             | 8                 | 0                 | 0                 | 0                 | 3                 | 127               | 6.º               |
| 2014      | Campeonato de Fórmula Renault Protyre              | MGR Motorsport                             | 15                | 10                | 3                 | 7                 | 12                | 431               | 1.º               |
| 2014      | Fórmula Renault 2.0 Alpes                          | MGR Motorsport                             | 8                 | 0                 | 0                 | 0                 | 0                 | 43                | 9.º               |
| 2014      | Eurocopa de Fórmula Renault 2.0                    | Koiranen GP                                | 2                 | 0                 | 0                 | 0                 | 0                 | 0                 | NC††              |
| 2015      | Campeonato Europeo de Fórmula 3 de la FIA          | Fortec Motorsports                         | 33                | 0                 | 0                 | 0                 | 0                 | 32                | 17.º              |
| 2015      | Masters de Fórmula 3                               | Fortec Motorsports                         | 1                 | 0                 | 0                 | 0                 | 0                 | N/A               | 13.º              |
| 2015-16   | MRF Challenge Fórmula 2000                         | MRF Racing                                 | 14                | 4                 | 2                 | 2                 | 9                 | 244               | 1.º               |
| 2016      | Fórmula V8 3.5 Series                              | Fortec Motorsports                         | 18                | 0                 | 0                 | 0                 | 1                 | 60                | 10.º              |
| 2017      | World Series Fórmula V8 3.5                        | Lotus                                      | 18                | 6                 | 10                | 2                 | 10                | 259               | 1.º               |
| 2018      | IndyCar Series                                     | Dale Coyne Racing                          | 6                 | 0                 | 0                 | 0                 | 0                 | 91                | 26.º              |
| 2018      | Campeonato de Super Fórmula Japonesa               | UOMO Sunoco Team LeMans                    | 1                 | 0                 | 0                 | 0                 | 0                 | 0                 | 22.º              |
| 2018      | Fórmula 1                                          | Haas F1 Team                               | Piloto de pruebas | Piloto de pruebas | Piloto de pruebas | Piloto de pruebas | Piloto de pruebas | Piloto de pruebas | Piloto de pruebas |
| 2018-19   | Campeonato Mundial de Resistencia de la FIA        | DragonSpeed                                | 0                 | 0                 | 0                 | 0                 | 0                 | 0                 | NC                |
| 2019      | Fórmula 1                                          | Rich Energy Haas F1 Team                   | Piloto de pruebas | Piloto de pruebas | Piloto de pruebas | Piloto de pruebas | Piloto de pruebas | Piloto de pruebas | Piloto de pruebas |
| 2019      | Deutsche Tourenwagen Masters                       | Audi Sport Team WRT                        | 15                | 0                 | 0                 | 2                 | 0                 | 22                | 15.º              |
| 2019      | Deutsche Tourenwagen Masters                       | Audi Sport Team Rosberg                    | 2                 | 0                 | 0                 | 0                 | 0                 | 22                | 15.º              |
| 2019-20   | Campeonato Asiático de F3                          | Pinnacle Motorsport                        | 15                | 0                 | 0                 | 0                 | 3                 | 119               | 5.º               |
| 2020      | Fórmula 1                                          | Haas F1 Team                               | 2                 | 0                 | 0                 | 0                 | 0                 | 0                 | 23.º              |
| 2021      | European Le Mans Series - LMP2                     | G-Drive Racing                             | 1                 | 0                 | 0                 | 0                 | 0                 | 6                 | 26.º              |
| 2021      | IndyCar Series                                     | Dale Coyne Racing w/ Rick Ware Racing      | 3                 | 0                 | 0                 | 0                 | 0                 | 34                | 32.º              |
| 2021      | Stock Car Pro Series                               | Full Time Bassani                          | 2                 | 0                 | 0                 | 0                 | 0                 | 0                 | NC††              |
| 2021      | Fórmula 1                                          | Uralkali Haas F1 Team                      | Piloto de pruebas | Piloto de pruebas | Piloto de pruebas | Piloto de pruebas | Piloto de pruebas | Piloto de pruebas | Piloto de pruebas |
| 2022      | Stock Car Pro Series                               | Full Time Bassani                          | 1                 | 0                 | 0                 | 0                 | 0                 | 0                 | NC††              |
| 2022      | Fórmula 1                                          | Haas F1 Team                               | Piloto de pruebas | Piloto de pruebas | Piloto de pruebas | Piloto de pruebas | Piloto de pruebas | Piloto de pruebas | Piloto de pruebas |
| 2022      | European Le Mans Series - LMP2                     | Inter Europol Competition                  | 6                 | 0                 | 0                 | 0                 | 1                 | 32                | 10.º              |
| 2022      | 24 Horas de Le Mans - LMP2                         | Inter Europol Competition                  | 1                 | 0                 | 0                 | 0                 | 0                 | N/A               | 14.º              |
| 2023      | IMSA SportsCar Championship - LMP2                 | Rick Ware Racing                           | 3                 | 0                 | 0                 | 0                 | 0                 | 484               | 22.º              |
| 2023      | Campeonato Mundial de Resistencia de la FIA - LMP2 | Jota                                       | 7                 | 1                 | 1                 | 0                 | 2                 | 84                | 6.º               |
| 2023      | 24 Horas de Le Mans - LMP2                         | Jota                                       | 1                 | 0                 | 0                 | 0                 | 0                 | N/A               | 13.º              |
| 2023      | Fórmula 1                                          | MoneyGram Haas F1 Team                     | Piloto de pruebas | Piloto de pruebas | Piloto de pruebas | Piloto de pruebas | Piloto de pruebas | Piloto de pruebas | Piloto de pruebas |
| 2024      | IMSA SportsCar Championship - LMP2                 | Inter Europol by PR1/Mathiasen Motorsports | 1                 | 0                 | 0                 | 0                 | 0                 | 312               | 40.º              |
| 2024      | IndyCar Series                                     | Rahal Letterman Lanigan Racing             | 18                | 0                 | 0                 | 0                 | 0                 | 186               | 19.º              |
| 2025      | IMSA SportsCar Championship - LMP2                 | Pratt Miller Motorsports                   | Disputándose      | Disputándose      | Disputándose      | Disputándose      | Disputándose      | Disputándose      | Disputándose      |
| 2025      | European Le Mans Series - LMP2                     | Vector Sport                               | Disputándose      | Disputándose      | Disputándose      | Disputándose      | Disputándose      | Disputándose      | Disputándose      |
| Fuente:   |                                                    |                                            |                   |                   |                   |                   |                   |                   |                   |

- † Fittipaldi no ganó el campeonato nacional; fue el campeón individual de pista de Hickory Motor Speedway.
- †† Como Fittipaldi fue piloto invitado, no fue apto para sumar puntos.

## Resultados

### Campeonato Europeo de Fórmula 3 de la FIA
(Clave) (negrita indica pole position) (cursiva indica vuelta rápida)

| Año  | Equipo             | Motor    | 1        | 2       | 3         | 4         | 5        | 6         | 7         | 8         | 9         | 10      | 11      | 12       | 13      | 14       | 15       | 16       | 17        | 18       | 19       | 20       | 21       | 22       | 23       | 24       | 25       | 26      | 27      | 28       | 29        | 30       | 31       | 32       | 33        | Pos. | Puntos |
| ---- | ------------------ | -------- | -------- | ------- | --------- | --------- | -------- | --------- | --------- | --------- | --------- | ------- | ------- | -------- | ------- | -------- | -------- | -------- | --------- | -------- | -------- | -------- | -------- | -------- | -------- | -------- | -------- | ------- | ------- | -------- | --------- | -------- | -------- | -------- | --------- | ---- | ------ |
| 2015 | Fortec Motorsports | Mercedes | SIL 1 11 | SIL 2 8 | SIL 3 Ret | HOC 1 Ret | HOC 2 20 | HOC 3 Ret | PAU 1 DNS | PAU 2 DNQ | PAU 3 DNQ | MNZ 1 7 | MNZ 2 9 | MNZ 3 11 | SPA 1 8 | SPA 2 21 | SPA 3 10 | NOR 1 19 | NOR 2 Ret | NOR 3 16 | ZAN 1 17 | ZAN 2 20 | ZAN 3 20 | RBR 1 23 | RBR 2 32 | RBR 3 24 | ALG 1 12 | ALG 2 6 | ALG 3 6 | NÜR 1 15 | NÜR 2 Ret | NÜR 3 18 | HOC 1 13 | HOC 2 16 | HOC 3 Ret | 17.º | 32     |

### World Series Fórmula V8 3.5
(Clave) (negrita indica pole position) (cursiva indica vuelta rápida)

| Año  | Equipo             | 1        | 2       | 3       | 4       | 5         | 6         | 7         | 8       | 9         | 10        | 11       | 12       | 13       | 14      | 15      | 16        | 17      | 18      | Pos. | Puntos |
| ---- | ------------------ | -------- | ------- | ------- | ------- | --------- | --------- | --------- | ------- | --------- | --------- | -------- | -------- | -------- | ------- | ------- | --------- | ------- | ------- | ---- | ------ |
| 2016 | Fortec Motorsports | ALC 1 11 | ALC 2 9 | HUN 1 8 | HUN 2 8 | SPA 1 11† | SPA 2 10† | LEC 1 Ret | LEC 2 7 | SIL 1 6   | SIL 2 Ret | RBR 1 11 | RBR 2 11 | MNZ 1 11 | MNZ 2 4 | JER 1 9 | JER 2 12  | CAT 1 7 | CAT 2 3 | 10.º | 60     |
| 2017 | Lotus              | SIL 1    | SIL 2 1 | SPA 1 8 | SPA 2 6 | MNZ 1 9   | MNZ 2 4   | JER 1 2   | JER 2 1 | ALC 1 Ret | ALC 2 1   | NÜR 1 7  | NÜR 2 6  | MEX 1    | MEX 2 1 | COA 1 3 | COA 2 Ret | BHR 1 2 | BHR 2   | 1.º  | 259    |

- † El piloto no finalizó la carrera, pero se clasificó al completar el 90% de la distancia total.

### IndyCar Series
(Clave) (negrita indica pole position) (cursiva indica vuelta rápida)

| Año  | Equipo                                | Motor | 1      | 2      | 3      | 4      | 5      | 6       | 7      | 8      | 9      | 10     | 11     | 12     | 13     | 14     | 15     | 16     | 17     | 18     | Pos. | Puntos |
| ---- | ------------------------------------- | ----- | ------ | ------ | ------ | ------ | ------ | ------- | ------ | ------ | ------ | ------ | ------ | ------ | ------ | ------ | ------ | ------ | ------ | ------ | ---- | ------ |
| 2018 | Dale Coyne Racing                     | Honda | STP    | PHX 23 | LBH    | ALA    | IMS    | INDY    | DET    | DET    | TXS    | RDA    | IOW    | TOR    | MDO 23 | POC 22 | GTW 11 | POR 9  | SNM 16 |        | 26.º | 91     |
| 2021 | Dale Coyne Racing w/ Rick Ware Racing | Honda | ALA    | STP    | TXS 15 | TXS 21 | IMS    | INDY 25 | DET    | DET    | ROA    | MDO    | NSH    | IMS    | GTW    | POR    | LAG    | LBH    |        |        | 32.º | 34     |
| 2024 | Rahal Letterman Lanigan Racing        | Honda | STP 13 | THE 12 | LBH 24 | ALA 27 | IGP 14 | INDY 33 | DET 13 | ROA 16 | LAG 14 | MDO 24 | IOW 20 | IOW 20 | TOR 17 | GAT 14 | POR 25 | MIL 18 | MIL 21 | NSH 21 | 19.º | 186    |

### Campeonato de Super Fórmula Japonesa
(Clave) (negrita indica pole position) (cursiva indica vuelta rápida)

| Año  | Equipo                  | 1   | 2   | 3   | 4   | 5   | 6   | 7   | Pos. | Puntos | Ref.   |
| ---- | ----------------------- | --- | --- | --- | --- | --- | --- | --- | ---- | ------ | ------ |
| 2018 | UOMO Sunoco Team LeMans | SUZ | AUT | SUG | FUJ | MOT | OKA | SUZ | 22.º | 0      | [ 28 ] |
| 2018 | UOMO Sunoco Team LeMans | 16  |     |     |     |     |     |     | 22.º | 0      | [ 28 ] |

### Campeonato Mundial de Resistencia de la FIA
(Clave) (negrita indica pole position) (cursiva indica vuelta rápida)

| Año     | Escudería   | Clase | Automóvil                 | 1   | 2   | 3   | 4   | 5   | 6   | 7   | 8   | Pos. | Puntos | Ref.   |
| ------- | ----------- | ----- | ------------------------- | --- | --- | --- | --- | --- | --- | --- | --- | ---- | ------ | ------ |
| 2018-19 | DragonSpeed | LMP1  | BR Engineering BR1-Gibson | SPA | LMS | SIL | FUJ | SHA | SEB | SPA | LMS | NC   | 0      | [ 29 ] |
| 2018-19 | DragonSpeed | LMP1  | BR Engineering BR1-Gibson | DNS |     |     |     |     |     |     |     | NC   | 0      | [ 29 ] |

### Deutsche Tourenwagen Masters
(Clave) (negrita indica pole position) (cursiva indica vuelta rápida)

| Año     | Equipo                  | Automóvil          | 1        | 2        | 3        | 4       | 5        | 6       | 7         | 8        | 9        | 10       | 11        | 12       | 13      | 14      | 15       | 16       | 17       | 18       | Pos. | Puntos |
| ------- | ----------------------- | ------------------ | -------- | -------- | -------- | ------- | -------- | ------- | --------- | -------- | -------- | -------- | --------- | -------- | ------- | ------- | -------- | -------- | -------- | -------- | ---- | ------ |
| 2019    | Audi Sport Team WRT     | Audi RS5 Turbo DTM | HOC 1 10 | HOC 2 15 | ZOL 1 14 | ZOL 2 9 |          |         | NOR 1 Ret | NOR 2 15 | ASS 1 11 | ASS 2 10 | BRH 1 DNS | BRH 2 16 | LAU 1 7 | LAU 2 9 | NÜR 1 14 | NÜR 2 13 | HOC 1 15 | HOC 2 15 | 15.º | 22     |
| 2019    | Audi Sport Team Rosberg | Audi RS5 Turbo DTM |          |          |          |         | MIS 1 11 | MIS 2 5 |           |          |          |          |           |          |         |         |          |          |          |          | 15.º | 22     |
| Fuente: |                         |                    |          |          |          |         |          |         |           |          |          |          |           |          |         |         |          |          |          |          |      |        |

### Fórmula 1
(Clave) (negrita indica pole position) (cursiva indica vuelta rápida)

| Año     | Escudería    | 1   | 2   | 3   | 4   | 5   | 6   | 7   | 8   | 9   | 10  | 11  | 12  | 13  | 14  | 15  | 16     | 17     | 18  | 19  | 20     | 21  | 22     | Pos. | Puntos |
| ------- | ------------ | --- | --- | --- | --- | --- | --- | --- | --- | --- | --- | --- | --- | --- | --- | --- | ------ | ------ | --- | --- | ------ | --- | ------ | ---- | ------ |
| 2020    | Haas F1 Team | AUT | EST | HUN | GBR | 70A | ESP | BEL | ITA | TOS | RUS | EIF | POR | EMI | TUR | BHR | SAK 17 | ABU 19 |     |     |        |     |        | 23.º | 0      |
| 2022    | Haas F1 Team | BHR | ARA | AUS | EMI | MIA | ESP | MON | AZE | CAN | GBR | AUT | FRA | HUN | BEL | NED | ITA    | SIN    | JPN | USA | MEX TD | SÃO | ABU TD |      |        |
| Fuente: |              |     |     |     |     |     |     |     |     |     |     |     |     |     |     |     |        |        |     |     |        |     |        |      |        |

### Stock Car Pro Series
(Clave) (negrita indica pole position) (cursiva indica vuelta rápida)

| Año   | Equipo            | Automóvil                | 1     | 2     | 3     | 4     | 5     | 6     | 7     | 8     | 9     | 10    | 11    | 12    | 13       | 14      | 15    | 16    | 17    | 18    | 19    | 20    | 21    | 22    | 23    | 24    | Pos. | Puntos |
| ----- | ----------------- | ------------------------ | ----- | ----- | ----- | ----- | ----- | ----- | ----- | ----- | ----- | ----- | ----- | ----- | -------- | ------- | ----- | ----- | ----- | ----- | ----- | ----- | ----- | ----- | ----- | ----- | ---- | ------ |
| 2021* | Full Time Bassani | Toyota Corolla Stock Car | GOI 1 | GOI 2 | INT 1 | INT 2 | VCA 1 | VCA 2 | VCA 1 | VCA 2 | CAS 1 | CAS 2 | CUR 1 | CUR 2 | CUR 1 17 | CUR 2 8 | SCZ 1 | SCZ 2 | VCA 1 | VCA 2 | VCA 1 | VCA 2 | GOI 1 | GOI 2 | INT 1 | INT 2 | NC†  | 0†     |

- † Fittipaldi fue piloto invitado, por lo tanto no fue apto para sumar puntos.
- * Temporada en progreso.

### 24 Horas de Le Mans
| Año     | Equipo                    | Copilotos                                 | Automóvil       | Clase | Vueltas | Pos. | Pos. Clase |
| ------- | ------------------------- | ----------------------------------------- | --------------- | ----- | ------- | ---- | ---------- |
| 2022    | Inter Europol Competition | David Heinemeier Hansson Fabio Scherer    | Oreca 07-Gibson | LMP2  | 364     | 18.º | 14.º       |
| 2023    | Jota                      | David Heinemeier Hansson Oliver Rasmussen | Oreca 07-Gibson | LMP2  | 316     | 24.º | 13.º       |
| Fuente: |                           |                                           |                 |       |         |      |            |